# Skraveltjärnen (Sorsele socken, Lappland, 728584-156238)
Skraveltjärnen är en sjö i Sorsele kommun i Lappland och ingår i Umeälvens huvudavrinningsområde.